# Motta Sant'Anastasia
Motta Sant'Anastasia é uma comuna italiana da região da Sicília, província de Catania, com cerca de 10.233 habitantes. Estende-se por uma área de 35 quilômetros quadrados, tendo uma densidade populacional de 292 hab/km². Faz fronteira com Belpasso, Camporotondo Etneo, Catania, Misterbianco.

## Demografia
| Variação demográfica do município entre 1861 e 2011                               |
|                                                                                   |
| Fonte: Istituto Nazionale di Statistica (ISTAT) - Elaboração gráfica da Wikipedia |